# Dichromodes strophiodes
Dichromodes strophiodes là một loài bướm đêm trong họ Geometridae.